# Роторный двигатель Mazda
Роторные двигатели Mazda (на основе двигателя Ванкеля) — семейство автомобильных двигателей, полученных в результате экспериментов, проводившихся в начале 1960-х годов немецким инженером Феликсом Ванкелем. На протяжении многих лет объем двигателей увеличивался, появился турбонаддув.
Двигатели Ванкеля могут быть классифицированы по геометрическим размерам с точки зрения радиуса (ротор от центра до наконечника, а также средний радиус статора) и глубины (толщина ротора), а также смещение (кривошип, эксцентриситет, также 1/4 разницы между большой и малой осями статора). Эти показатели действуют аналогично измерениям диаметра цилиндра и хода поршня для поршневого двигателя. Объём считается по формуле 3√3 радиуса · смещение · глубина, и умножается на число роторов. Почти все двигатели Ванкеля производства Mazda используют один радиус ротора, 105 мм, со смещением коленчатого вала 15 мм. Единственный двигатель, отошедший от этой формулы, это редкий 13A, в котором используется 120 мм радиус ротора и 17,5 мм смещение коленчатого вала.
Роторные двигатели Mazda имели репутацию относительно небольшого и мощного двигателя c низко-эффективным расходом топлива. Двигатели стали популярными среди строителей автомобильных наборов, хот-родов и легкой авиации из-за малого веса, компактных размеров, потенциалом настройки и, по существу, вытекающим высоким соотношением мощности к весу — что является характерным для всех двигателей Ванкеля. Mazda поставила двигатель в серийное производство, в рамках совместного предприятия Comotor SA с компаниями NSU (Ro80) и Citroën (GS Birotor), между 1967 и 1977 годами.

## 40A
Первым прототипом двигателя Ванкеля от Mazda был 40A, однороторный двигатель очень похожий на NSU KKM400. Хотя двигатель и не производился в полном объёме, 40A был ценным стендовым двигателем для инженеров Mazda, и быстро продемонстрировал две серьезные проблемы относительно проектирования: дребезг в корпусе, и большое потребление масла. Дребезг вызывался вибрациями уплотнения на концах ротора. Проблема потребления масла была связана с использованием термостойких резиновых уплотнений по бокам роторов. Этот ранний двигатель имеет производящий радиус 90 мм, эксцентриситет 14 мм и толщину ротора 59 мм.

## L8A
Первый прототип Mazda Cosmo имел 798-кубовый L8A двухроторный двигатель Ванкеля. Автомобиль с двигателем был показан на Токийском автосалоне 1963 года. Полые чугунные литые уплотнения апекса понижали вибрацию путём изменения их резонансной частоты, что устраняло дребезг. Он использовал систему смазки с сухим картером. Радиус ротора вырос по сравнению с 40A до 98 мм, а толщина уменьшилась до 56 мм.
Для экспериментов были также созданы одно-, трёх- и четырёхроторные варианты L8A.

## 10A
Появившись в 1965 году, серия 10A двигателей Mazda стала первым массовым двигателем Ванкеля. Это был двухроторный двигатель объёмом 2х491=982 куб.см. Этот двигатель получил распространённую толщину ротора в 60 мм.
Корпус ротора изготовлен из алюминия с покрытием из хрома, при этом алюминий опрыскивался расплавленной углеродистой сталью для увеличения прочности. Чугун использовался для самих роторов, а их эксцентрические валы были из дорогой хром-молибденовой стали. Добавление уплотнений апекса решило проблему дребезга.

### 0810
Первым двигателем 10A был 0810, устанавливавшийся на Серии I Cosmo с мая 1965 года по июль 1968 года. Эти автомобили, и их революционный двигатель, часто называли моделями L10A. Мощность двигателя 110 л.с. (82 кВт) при 7000 об/мин и крутящий момент 130 Нм при 3500 об/мин.
10A имел двойные порты со стороны впуска на ротор, каждый порт на одну из четырёх карбюраторных камер. При низких нагрузках для дополнительной экономии топлива использовался только один порт на ротор. Один выпускной канал направляет горячий газ через холодные части корпуса и поток охлаждающей жидкости двигателя в осевом направлении, а не радиальном, используемом в NSU. Небольшое количество масла смешивалось с топливом для смазки.
Двигатель 0810 был доработанным под гоночные Cosmo, использовавшиеся на Нюрбургринге. На них были использованы периферийные боковые порты впуска: клапан переключается со стороны к периферийному порту, что способствует увеличению числа оборотов.
Двигатель устанавливался на Mazda Cosmo Series I/L10A 1965—1968 годов.

### 0813
Улучшенный двигатель 0813 появился в июле 1968 году на автомобиле Series II/L10B Cosmo. По конструкции он очень похож на 0810.
Японские версии имели мощность 100 л.с. (75 кВт) при 7000 об/мин и крутящий момент 133 Нм при 3500 об/мин. Использование менее дорогих компонентов подняло вес двигателя от 102 кг до 122 кг.
Двигатель устанавливался на Mazda R100/Familia Rotary 1968—1973 годов.

### 0866
Последним двигателем серии 10A был 0866, появившийся в 1971 году. Этот вариант получил чугунный тепловой дроссель для снижения уровня выбросов выхлопных газов и перенастройки выпуска. Новый подход к сокращению выбросов отчасти является результатом введения японских правил в 1968 году, касающихся контроля выбросов, с началом реализации в 1975 году. Mazda назвала эту технологию REAPS (Rotary Engine Anti Pollution System). Литой корпус ротора теперь покрывался новым методом: новое покрытие Transplant Coating Process (TCP) обрабатывалось напыленной сталью, которую затем покрывали хромом. Мощность двигателя 105 л.с. (78 кВт) при 7000 об/мин и крутящий момент 135 Нм при 3500 об/мин.
Двигатель устанавливался на японских версиях Mazda RX-3 1972—1974 годов.

## 13A
Двигатель 13A был разработан для переднеприводных автомобилей. Объём двухроторного двигателя составляет 2х655=1310 куб.см. Это был единственным роторным двигателем Mazda с отличающимися параметрами ротора: радиус 120 мм, эксцентриситет 17,5 мм, но толщина ротора как и у 10A составляла 60 мм. Ещё одним важным отличием от предыдущих двигателей было интегрированное с водяным охлаждением масла.

13A применялся только на R130 Luce 1969—1972 годов, где показывал мощность 126 л.с. (94 кВт) и крутящий момент 172 Нм. Это был последний двигатель в своей конструкции: следующий Luce был заднеприводным и Mazda более никогда не делала переднеприводные роторные автомобили.

## 12A
Двигатель 12A это «вытянутая» версия 10A — радиус ротора оставался прежним, а толщина была увеличена с 60 до 70 мм. Объём двухроторного двигателя составил 2х573=1146 куб.см. Серия 12A производилась в течение 15 лет, с мая 1970 года по 1985 год. В 1974 году, 12A стал первым двигателем построенным за пределами Западной Европы или США, прошедший 24 часа Ле-Мана.
В 1974 году новый метод был использован для упрочнения корпуса ротора — вставка листового металла (SIP), аналогичного гильзам цилиндров на обычном поршневом двигателе, с хромированной поверхностью. Также использовалось боковое покрытие корпуса. Новый метод «REST» позволил создать достаточно прочный корпус, было решено отказаться от старых карбоновых уплотнений в пользу обычного чугуна.
Ранние двигатели 12A также использовали термодроссель, схожий с использованном на 10A 0866, и на некоторых также имелась вставка в выпуске для снижения шума выхлопа. Версия с обедненной смесью появилась 1979 году (в Японии) и в 1980 году (в Америке), заменившая обычный катализатор. Основным отличием двигателей 12A стала система 6PI.
Двигатель устанавливался на:
- Mazda R100, 1970—1972
- Mazda RX-2, 130 л.с. (97 кВт) и 156 Нм, 1970—1974
- Mazda RX-3 110 л.с. (82 кВт) и 135 Нм (Япония, 1972—1974)

- Mazda RX-4, 1972—1974
- Mazda Luce, 1972—1980
- Mazda RX-7, 100 л.с. (75 кВт), 1978—1979
- Aero Design DG-1 — легкий самолёт, использовал два двигателя от Mazda RX-3, оба крутили винты — один спреди, другой в задней части самолёта
- С обедненной смесью
  - Mazda RX-7 (1979—1985, Япония)
  - Mazda RX-7 (1980—1985, США)
- 6PI
  - Mazda Luce (1981—1985)
  - Mazda Cosmo (1981—1985)

### Турбированный двигатель
Конечный двигатель 12A имел электронный впрыск топлива и использовался на японских серии HB автомобиля Cosmo, Luce, и серии SA автомобиля RX-7. На 1982 год, купе Cosmo с турбодвигателем 12A был официально самым быстрым серийным автомобилем в Японии. Он использовал «полупрямой впрыск» в обоих роторах сразу. Пассивный датчик детонации был использован для устранения стука. Двигатель использовался до 1989 года на HB серии Cosmo.
- Мощность оригинального двигателя 160 л.с. (120 кВт) при 6500 об/мин, крутящий момент 226 Нм при 4000 об/мин.[1]
- Мощность двигателя Impact Turbo 165 л.с. (121 кВт) при 6000 об/мин, крутящий момент 231 Нм при 4000 об/мин.

Двигатель устанавливался на Mazda Cosmo (1982—1989), Mazda Luce (1982—1985), Mazda RX-7 (1984—1985).

## 12B
12B был малосерийным двигателем, производившимся для Mazda RX-2 и RX-3. По сравнению с предыдущими двигателями увеличена надежность, и появился единый распределитель зажигания. Улучшенный 12B появился в 1974 году и устанавливался на Mazda RX-2 (1974—1978) и Mazda RX-3 (1974—1978).

## 13B
13B был наиболее массовым двигателем. Он стал основой для всех будущих роторных двигателей Mazda, и производился более 30 лет. 13B не имеет никакого отношения к 13A. Это «вытянутая» версия 12А, имеющая толщину ротора в 80 мм. Объём двигателя 2х654=1308 куб.см.
В США двигатель 13B был доступен с 1974 по 1978 годы, затем перестал устанавливаться на седаны, но продолжал идти с RX-7 GSL-SE 1984—1985 годов. Он исчез с рынка США снова в 1995 году, когда были проданы последние американские версии RX-7. Двигатель постоянно используется в Японии с 1972 (на Mazda Luce/RX-4) по 2002 годы (на RX-7).

### AP
13B был разработан как мощный двигатель с низким уровнем выбросов. Первые автомобили с этим двигателем использовали название AP.
Устанавливался на Mazda Cosmo AP (1975—1980), Mazda Rotary Pickup (1974—1977), Mazda Roadpacer (1975—1977), Mazda RX-4 (1973—1978), RX-5 (1975—1980)

### 13B-RESI
На двигателе 13B-RESI впервые был использован настроенный впускной коллектор. RESI = Rotary Engine Super Injection. Так называемый динамический эффект впуска имел двухуровневый впускной объём, который производил эффект нагнетателя от резонанса Гельмгольца при открытии и закрытии впускных каналов. Двигатель RESI также имеет систему впрыска Bosch L-Jetronic. Мощность двигателя выросла до 135 л.с. (101 кВт), крутящий момент 180 Нм.
Устанавливался на Mazda HB Luce (1984—1985), Mazda HB Cosmo (1984—1985), Mazda FB RX-7 GSL-SE (1984—1985).

### 13B-DEI
Как и 12A-SIP, на втором поколении RX-7 имелась система переменного впуска. Дублированный DEI, двигатель оснащен системами 6PI и DEI, а также электронной системой впрыска топлива с четырьмя инжекторами. Мощность выросла до 146 л.с. (109 кВт) при 6500 об/мин, крутящий момент составил 187 Нм при 3500 об/мин.
На 13B-T устанавливался нагнетатель в 1986 году. Он имеет новые четыре инжектора впрыска топлива от двигателя 6PI. Mazda вернулась к четырём портам конструкции, схожей с использовавшейся на 13B 1974—1978 годов. На двигателях 1986—1988 годов твинскрольный нагнетатель использовал двухступенчатый механический привод клапанов, однако, на двигателях 1989—1991 годов лучшая конструкция использовала разделенный коллектор, питающий твинскролл. Для двигателей, собранных между 1986—1988 годами мощность составляла 185 л.с. (138 кВт) при 6500 об/мин и момент 248 Нм при 3500 об/мин.
Атмосферные двигатели устанавливались на Mazda FC3S S4 RX-7 (1986—1988, 146 л.с., 108 кВт) и Mazda FC3S S5 RX-7 (1989—1991, 160 л.с., 119 кВт). Турбодвигатели на Mazda HC Luce (Turbo-II, 1986—1991, 185 л.с., 138 кВт), Mazda FC3S S4 Turbo RX-7 (Turbo-II, 1986—1988, 185 л.с., 138 кВт), Mazda FC3S S5 Turbo RX-7 (Turbo-II, 1989—1991, 200 л.с., 147 кВт).

### 13B-RE
13B-RE с автомобиля JC Cosmo похож на двигатель 13B-REW, но имел несколько ключевых отличий, а именно крупные боковыми отверстиями, присущие любой последующей модели роторных двигателей.
По сравнению с двумя турбинами, установленных на 13B-REW (FD RX-7), это были последовательные большая первичная (HT-15) и малая вторичная (HT-10) турбины. Размер инжектора = 550 см³ PRI + SEC.
Около 5000 единиц 13B-RE было продано с автомобилями JC Cosmo. Устанавливался в 1990—1995 годах на Eunos Cosmo (235 л.с., 176 кВт).

### 13B-REW
Двух-турбинная версия 13B, двигатель 13B-REW, стал известен своей высокой мощностью и малым весом. Две турбины Hitachi HT-12 устанавливались последовательно. Это был первый в мире двигатель по объёму производства с последовательной двойной системой турбонаддува. По оценкам мощность двигателя составила 280 л.с. (206 кВт) на автомобиле Mazda RX-7.
Устанавливался на Mazda RX-7:1992—1995 (255 л.с., 190 кВт), 1996—1998 (265 л.с., 197 кВт), 1999—2002 (280 л.с., 206 кВт).

## 13G/20B
В гонках 24 часа Ле-Мана, первый трёхроторный двигатель, используемый на 757 был назван 13G.
Основное различие между 13G и 20B было то, что 13G использует заводской периферийный впуск (используемый для гонок), а 20B использует боковые порты.
Он был переименован в 20B после соглашения Mazda об именовании для 767 в ноябре 1987 года.
Трёх-роторный 20B-REW устанавливался только на Eunos Cosmo 1990—1995 годов. Он был первым в мире по объёму производства двигателем с твин-турбо. Двигатель был предложен в двух вариантах: 13B-REW и 20B-REW. Объём 1962  см³ (три 654-кубовых ротора) и имел буст 0,7 бар, мощность 300 л.с. (224 кВт) и крутящий момент 407 Нм.
Версия 20B известна как «R20B RENESIS 3 Rotor Engine», строившийся Racing Beat в США для концепт-кара Furai, представленного 27 декабря 2007 года. Двигатель был разработан под топливо E100.

## 13J
Первым гоночным четырёх-роторным двигателем Mazda был 13J-M (13J-MM), использовавшийся в 1988 и 1989 годах на автомобиле 767 в группе C Ле-Мана. Этот мотор сменил 26B.

## R26B
Наиболее заметный 4-роторный двигатель Mazda, 26B, был использован только в различных спортивных прототипах Mazda, включая 767 и 787B в замену старым 13J. В 1991 году Mazda 787B с двигателем 26B стала первым японским автомобилем, и первым автомобилем с не-поршневым двигателем, победившая в гонке 24 часа Ле-Мана. Двигатель 26B имеет объём 2622 см³ и мощность 700 л.с. (522 кВт) при 9000 об/мин. Конструкция двигателя использует периферийные впускные порты, бесступенчатую геометрию воздухозаборников, и дополнительную (третью) свечу зажигания на ротор.

## 13B-MSP Renesis
Двигатель Renesis (13B-MSP Multi-Side Port) впервые появился на Mazda RX-8 в 2003 году, является развитием предыдущего мотора 13B. Он был разработан как экологичный и экономичный двигатель, что всегда было основными недостатками роторных двигателей. Это атмосферный, в отличие от своих предшественников из серии 13B, и следовательно, чуть менее мощный, чем устанавливаемый на Mazda RX-7 твин-турбовый 13B-REW (255—280 л.с.).
Конструкция Renesis включает в себя два основных изменения по сравнению с его предшественниками. Первое, выпускные отверстия не на периферии, а расположены на боковой стороне корпуса, что исключило перекрытие и позволило обновить впуск. Это произвело заметно больше мощности благодаря увеличению степени сжатия; однако, инженеры Mazda обнаружили, что при изменении выпускного отверстия на стороне корпуса, происходит накопление углерода на выпуске, что останавливает работу двигателя. Чтобы решить эту проблему, инженеры Mazda добавили водяную рубашку в боковой корпус. Второе изменение, роторы уплотнены по-разному, путём использования модернизированных боковых уплотнений: тонкий апекс и добавленное второе светотеневое кольцо. Инженеры Mazda первоначально использовали уплотнения, идентичные старым. Новое уплотнение призвано уменьшить трение.
Эти и другие инновационные технологии позволили Renesis достичь на 49 % более высокую мощность и уменьшить расход топлива и выбросы (RX-8 соответствовал LEV-II). Renesis стал Двигателем года и Лучшим новым двигателем 2003 года, и получил другие награды
Renesis также был адаптирован для использования на двух видах топлива, что позволяет ему работать на бензине или водороде.

Все роторные двигатели Mazda получили высокую оценку из-за своего легкого веса. Двигатель 13B-MSP Renesis имел массу 122 кг, включая всё навесное оборудование (за исключением фильтра), но без жидкостей двигателя (таких как охлаждающей жидкости, масла, и др.).

## 16X
Также известный как Renesis II, был представлен на концепт-каре Mazda Taiki на Токийском автосалоне 2007 года. Мощность двигателя 300 л.с., уменьшена ширина корпуса ротора, появился непосредственный впрыск и алюминиевые боковые корпуса.

## Продажи
Mazda в полной мере стала привержена к роторным двигателям после энергетического кризиса 1970-х годов. Компания чуть было не ушла полностью от поршневых двигателей в 1974 году, что едва не привело к её краху. Переход на трехсторонний подход (поршневые бензиновые и дизельные, и роторные двигатели) с 1980-х годов отнёс роторные двигатели для использования на спортивных автомобилях (на RX-7 и Cosmo), строго ограниченного объёма производства. Но компания непрерывно продолжала производство с середины 1960-х годов, и был единственным производителем роторных двигателей (RX-8) до прекращения производства в июне 2012 года модели RX-8 Spirit R 2000 года, выпускаемого для внутреннего японского рынка.
Хотя это и не отражено в графике слева, автомобилей RX-8 было больше, чем его предшественников. Пик продаж RX-8 пришелся на 2004 год с 23690 единицами, но продолжал снижаться до 2011 года, когда было произведено менее 1000 единиц.
16 ноября 2011 года, Mazda CEO, Такаси Ямагути, объявила о том, что компания по-прежнему стремится производить роторные двигатели, сказав, «До тех пор пока я по-прежнему связан с этой компанией… будет предложен роторный двигатель или несколько в линейке.»
В данный момент, двигатели производятся для SCCA Formula Mazda, и профессиональной Indy Racing League.